# سيف الدين برسباي
الأشرف سيف الدين برسباي (ت. ذي الحجة 841هـ/ مايو 1437) هو السلطان الثاني والثلاثون في ترتيب سلاطين دولة المماليك. تولِّى السلطان «برسباي» عرش دولة المماليك، 1 أبريل 1422م= 8 ربيع الآخر 825 هـ. ويُعدّ من عظام سلاطين الدولة المملوكية، وعلى يديه فُتحت قبرص.

## تاريخ المماليك
اصطلح المؤرخون على تقسيم تاريخ دولة المماليك التي حكمت مصر والشام والحجاز إلى عصرين: عصر دولة المماليك البحرية (648- 784 هـ = 1250- 1381م) نسبة إلى بحر النيل؛ حيث اختار السلطان الصالح «نجم الدين أيوب» جزيرة الروضة في وسط النيل لتكون مقرّاً لمماليكه، أما العصر الآخر ؛ فأُطلق عليه «عصر دولة المماليك الجراكسة» أو المماليك البرجية (784- 922 هـ = 1382- 1517م) نسبة إلى بلاد الشركس التي جُلبوا منها إلى مصر، أو نسبة إلى برج قلعة القاهرة، حيث كانوا يقيمون في ثكنات حوله.
وقد اتسمت الفترة الثانية بأن بلغت دولة المماليك أقصى اتساع لها في القرن التاسع الهجري، فأضافت إلى رقعتها جزيرة قبرص، وكانت تمثل خطرا داهما على نفوذها، وحاولت أن تضم «رودس» حتى تقضي على الحروب الصليبية تماما، بعد أن انتقل نشاطها من الشام إلى البحر المتوسط، لكنها لم تفلح في ضم رودس، كما بسطت نفوذها على أعالي الفرات، وأطراف آسيا الصغرى، وهو ما جعلها تتبوأ مكانة رفيعة في العالم الإسلامي.

## ولاية برسباي
بدأ «برسباي» حياته مثل آلاف المماليك الذين يُجلبون إلى مصر، ويتلقون تعليما شرعيا وتربية خاصة في فنون الحرب والقتال، ثم يلتحقون بخدمة السلاطين، وكبار الأمراء، وترتقي ببعضهم مواهبهم وملكاتهم إلى المناصب القيادية في الدولة، وقد تسعدهم الأقدار فيصعدون إلى سدة الحكم والسلطنة، فيصبحون ملء الأسماع والأبصار، وتتطلع إليهم الأفئدة والقلوب، بعد أن كانوا مجهولي النسب، مغموري الأصل، ولكن رفعتهم همتهم أو ذكاؤهم وحيلتهم.
كان برسباي مملوكا للأمير «دقماق المحمدي» نائب «ملطية»، الذي اشتراه من أحد تجار الرقيق، ومكث في خدمته زمنا، ولقب بالدقماق نسبة إليه، فأصبح يعرف ببرسباي الدقماقي، ثم أهداه سيده إلى السلطان «الظاهر برقوق» سلطان مصر، فأعتقه، وجعله من جملة مماليكه وأمرائه، وبعد وفاة السلطان برقوق تقلّب في مناصب متعددة في عهد من خلفه من السلاطين، حتى نجح في اعتلاء عرش السلطنة في (8 من ربيع الآخر 825هـ = 1 من إبريل 1422م)، وهو السلطان الثامن في ترتيب سلاطين دولة المماليك الجركسية، والثاني والثلاثون في الترتيب العام لسلاطين دولة المماليك.
وقد نجح السلطان برسباي في الفترة التي قضاها في الحكم -وهي نحو سبعة عشر عاما- في إشاعة الأمن والاستقرار، والقضاء على الثورات والفتن، التي شبت في البلاد، والضرب على أيدي الخارجين على النظام، كما فعل مع ثورة طائفة المماليك الأجلاب، وهم الذين جاءوا إلى مصر كبارًا، وكانوا قد عاثوا في الأرض فسادًا لتأخر رواتبهم في عامي (835هـ = 1431م)، (838هـ = 1434م)، وقد مكّنه ذلك الاستقرار الذي نعمت به البلاد من القيام بغزو جزيرة قبرص.

## فتح قبرص
اتخذ القبارصة من جزيرتهم مركزًا للوثوب على الموانئ الإسلامية في شرق البحر المتوسط وتهديد تجارة المسلمين، فقام «بطرس الأول لوزنيان» ملك قبرص بحملته الصليبية على الإسكندرية في سنة (767هـ = 1365م)، وأحرق الحوانيت والخانات والفنادق، ودنس المساجد وعلق القبارصة عليها الصلبان، واغتصبوا النساء، وقتلوا الأطفال والشيوخ، ومكثوا بالمدينة ثلاثة أيام يعيثون فيها فسادا، ثم غادروها إلى جزيرتهم، وتكررت مثل هذه الحملة على طرابلس الشام في سنة (796هـ = 1393م).
وظلت غارات القبارصة لا تنقطع على الموانئ الإسلامية، ولم تفلح محاولات سلاطين المماليك في دفع هذا الخطر والقضاء عليه، وبلغ استهانة القبارصة بهيبة دولة المماليك واغترارهم بقوتهم أن اعتدى بعض قراصنتهم على سفينة مصرية سنة (826هـ = 1423م)، وأسروا من فيها، ولم تفلح محاولات السلطان برسباي في عقد معاهدة مع «جانوس» ملك قبرص، تَضْمن عدم التعدي على تجار المسلمين.
وتمادى القبارصة في غرورهم، فاستولوا على سفينتين تجاريتين، قرب ميناء دمياط، وأسروا من فيهما، وكانوا يزيدون على مائة رجل، ثم تجاوزوا ذلك فاستولوا على سفينة محملة بالهدايا كان قد أرسلها السلطان برسباي إلى السلطان العثماني «مراد الثاني»، عند ذلك لم يكن أمام برسباي سوى التحرك لدفع هذا الخطر، والرد على هذه الإهانات التي يواظب القبارصة على توجيهها لدولة المماليك، واشتعلت في نفسه نوازع الجهاد، والشعور بالمسئولية، فأعد ثلاث حملات لغزو قبرص، وذلك في ثلاث سنوات متتالية.

### الحملات الثلاث
خرجت الحملة الأولى في سنة (827هـ = 1424م)، وكانت حملة صغيرة نزلت قبرص، وهاجمت ميناء «ليماسول»، وأحرقت ثلاث سفن قبرصية كانت تستعد للقرصنة، وغنموا غنائم كثيرة، ثم عادت الحملة إلى القاهرة.
شجع هذا الظفر أن يبادر برسباي بإعداد حملة أعظم قوة من سابقتها لغزو قبرص، فخرجت الحملة الثانية في رجب (828هـ = مايو 1425م) مكونة من أربعين سفينة، واتجهت إلى الشام، ومنها إلى قبرص، حيث نجحت في تدمير قلعة ليماسول، وقُتل نحو خمسة آلاف قبرصي، وعادت إلى القاهرة تحمل بين يديها ألف أسير، فضلاً عن الغنائم التي حُملت على الجمال والبغال.
وفي الحملة الثالثة استهدف برسباي فتح الجزيرة وإخضاعها لسلطانه، فأعد حملة أعظم من سابقتيها وأكثر عددا وعُدة، فأبحرت مائة وثمانون سفينة من رشيد في (829هـ = 1426م)، واتجهت إلى ليماسول، فلم تلبث أن استسلمت للقوات المصرية في (26 شعبان 829هـ = 2 يوليو 1426م)، وتحركت الحملة شمالا في جزيرة قبرص، وحاول ملك الجزيرة أن يدفع القوات المصرية، لكنه فشل وسقط أسيرا، واستولت القوات المصرية على العاصمة «نيقوسيا»، وبذا دخلت الجزيرة في طاعة دولة المماليك.
واحتفلت القاهرة برجوع الحملة الظافرة التي تحمل أكاليل النصر، وشقّت الحملة شوارع القاهرة التي احتشد أهلها لاستقبال الأبطال في (8 شوال 829هـ = 14 أغسطس 1426م)، وكانت جموع الأسرى البالغة 3700 أسير تسير خلف الموكب، وكان من بينها الملك جانوس وأمراؤه.
استقبل برسباي بالقلعة ملك قبرص، وكان بحضرته وفود من أماكن مختلفة، مثل: شريف مكة، ورسل من آل عثمان، وملك تونس، وبعض أمراء التركمان، فقبّل جانوس الأرض بين يدي برسباي، واستعطفه في أن يطلق سراحه، فوافق السلطان على أن يدفع مائتي ألف دينار فدية، مع التعهد بأن تظل قبرص تابعة لسلطان المماليك، وأن يكون هو نائبا عنه في حكمها، وأن يدفع جزية سنوية، واستمرت جزيرة قبرص منذ ذلك الوقت تابعة لمصر، حتى سنة (923هـ = 1517م) التي سقطت فيها دولة المماليك على يد السلطان العثماني «سليم الأول».

## العلاقات مع الدول المجاورة
ارتبطت مصر في عهد برسباي بعلاقات ودية مع الدولة العثمانية، وتبادل التهنئة، فأرسل مراد الثاني بعثة في سنة (827هـ = 1423م) إلى القاهرة لتهنئة برسباي بالسلطنة، كما بعث إليه ببعثة مماثلة حين حقق برسباي انتصاره التاريخي على القبارصة، وقضى على خطرهم، وقد شهدت هذه البعثة الاحتفالات التي أقيمت في القاهرة ابتهاجا بعودة الجيش الظافر، وحضرت مقابلة السلطان برسباي في القلعة لجانوس وهو في أغلاله بعد هزيمته المنكرة وسقوط جزيرته.
وفي عهد السلطان برسباي تأزمت العلاقات بينه وبين الدولة التيمورية في فارس، وكان «شاه رخ» قد بعث إلى السلطان المملوكي يطلب منه إرسال بعض المؤلفات لعلماء مصر البارزين، مثل: فتح الباري لابن حجر، وتاريخ المقريزي، وأن يسمح له بكسوة الكعبة المعظمة، غير أن السلطان رفض، بل ولم يرسل له الكتب التي طلبها، ولم ييأس الشاه من الرفض فعاود الطلب والرجاء، وكان برسباي يرى أن كسوة الكعبة حق لسلاطين مصر لا يشاركهم في هذا الشرف أحد.
وكان من شأن هذا التوتر أن ساءت العلاقات بين السلطانين، واستعد كل منهما للآخر، وهنا يُذكر لعلماء مصر موقفهم الشجاع من برسباي حين أراد فرض ضرائب على الناس للإعداد للحملة الحربية؛ إذ رفضوا تصرفه، وانتقدوا إسرافه، وقالوا له: لا يجوز للسلطان أن يفرض الأموال على المسلمين، وزوجته تلبس في يوم ختان ابنها ثوبا يساوي ثلاثين ألف دينار.

## الحياة الاقتصادية
اعتمدت الحياة الاقتصادية في العصر المملوكي على التجارة والصناعة والزراعة، غير أن التجارة استأثرت بالنصيب الأكبر في الاقتصاد المملوكي؛ حيث كانت التجارة العالمية تمر عبر حدود الدولة المملوكية، وقصد التجار الأوروبيون موانئها للشراء والبيع، الأمر الذي عاد على الدولة بالخير الوفير.
واتخذ السلطان برسباي عدة إجراءات لتنشيط حركة التجارة وترغيب التجار بشتى الطرق للنزول في الموانئ التابعة لدولته، فخفض الرسوم المفروضة على التجار في بعض الموانئ كميناء جدة، وأسبغ حمايته على التجار، وأمّن بضاعتهم من السلب والنهب، ودعّم علاقاته مع دول أوروبا ومدنها، فعقد معهم الاتفاقيات التجارية التي أسهمت في انتعاش حركة التجارة معهم.
وضرب السلطان الدينار الأشرفي ليكون أساس التعامل التجاري، وأبطل التعامل بالنقد البندقي والفلورنسي، وشجع الناس على استعمال نقوده التي سكّها بأن رفع سعرها ليكون لها قوة شرائية كبيرة تدفع إلى التعامل بها.
غير أن السلطان احتكر تجارة بعض السلع: كالسكر، والفلفل، والأقمشة الواردة من الموصل وبعلبك، وهو ما أدى إلى ارتفاع سعرها ومعاناة الناس في شرائها.
وامتدت همة السلطان برسباي إلى العناية بالزراعة، فأمر بحفر الخليج الناصري بعد أن كاد يطمر، وعُني ببناء الجسور، وإقامة القناطر، وإصلاح ما تهدم منها، ونظرا لهذه الرعاية، فلم تتعرض المحاصيل للهلاك بسبب نقصان المياه طوال المدة التي قضاها في الحكم.

## النواحي الحضارية
لم يتلقَّ السلطان تعليما منظما مثل كثير من المماليك في القلعة، وإنما كان تعليمه محدودا، لكنه استكمل هذا النقص بأن اتخذ العالم الفقيه المؤرخ «بدر الدين العيني» مُعلما ومربيا، فكان يسامره ليقرأ له التاريخ، ثم يفسره له بالتركية، وكان الشيخ ضليعا فيها، كما كان يعلمه أمور الدين، حتى إن السلطان كان يقول: لولا العيني لكان في إسلامنا شيء.
وعُني السلطان ببناء ثلاث مدارس إحداها بمدينة الخانكة التابعة لمحافظة القليوبية، حيث بنى السلطان بها مسجداً عريقاً سنة (825هـ = 1421م) يعرف حالياً بجامع السلطان الأشرف برسباي وملحق به ومدرسة ومسقى تهدمت مع الوقت ولكن آثارها لازالت قائمة، ويعد الجامع تحفة معمارية، أما المدرسة الثانية فقد بناها بالقاهرة بشارع المعز لدين الله، وهي المعروفة بالأشرفية نسبة إلى لقب صاحبها، وتمت عمارتها سنة (829هـ = 1425م)، وهي السنة التي فتح فيها قبرص، والثالثة بالصحراء خارج القاهرة، وهي التي دُفن فيها، كما عُني بشئون الحجاج، فأمر بحفر الآبار على طول الطريق من مصر إلى الحجاز.
لم يكتف السلطان بما شيد من مبانٍ ومنشآت، فشملت عنايته المدارس والخانقاوات التي بنيت قبله بعد أن أهملها مباشروها ونُظّار أوقافها، فشكل مجلسا من القضاة يتولون النظر في أوقاف هذه المدارس ومراجعة شروطها للتحقق من التزام النظار بهذه الشروط، وأسند رئاسة هذه المدارس إلى شيخ الإسلام «ابن حجر العسقلاني».
وكان من شأن هذه المدارس أن نشّطت الحركة العلمية، وازدهرت العلوم والفنون، وحسبك أن يكون من أعلام عصر السلطان برسباي الحافظ «ابن حجر العسقلاني» صاحب «فتح الباري» و«الدر الكامنة في أعيان المائة الثامنة»، و«الإصابة»، والحافظ «بدر الدين العيني» صاحب «عمدة القاري شرح صحيح البخاري»، و«عقد الجمان في تاريخ أهل الزمان»، والمؤرخ العظيم المقريزي صاحب كتاب «السلوك لمعرفة دول الملوك» و«اتعاظ الحنفا»، و«الخطط المقريزية».

## وفاة السلطان
وبعد أن قضى السلطان برسباي في الحكم نحو سبعة عشر عاما، تُوفي في (ذي الحجة 841هـ = مايو 1437م)، بعد أن ارتبط اسمه بالجهاد ضد الصليبيين، وأضاف إلى دولته جزيرة قبرص، وهو ما أضفى على سلطنته رونقًا وشهرة.
فبعد أن قضى في الحكم نحو سبعة عشر عاما، طلب الإقالة من نيابة مدينة حلب، وأن يقيم بدمشق، فأجيب إلى ذلك وأعفي منها ثم خرج من حلب قاصدا دمشق وهو مستضعف، فتوفي بمنزلة سراقب. بالقرب من حلب، فغسل وكفن وأحضر إلى دمشق في تابوت ثم وضع في نعش وصلي عليه بجامع يبلغا ودفن في الجامع المذكور .